# Zahorb (okres Užhorod)
Zahorb (ukrajinsky Загорб, maďarsky Határhegy) je obec v  Užanském národním parku, v územní komunitě (hromadě) Stavne, v okresu Užhorod na Zakarpatské Ukrajině. V roce 2001 zde žilo 549 obyvatel. Částí obce Zahorb je Žornava. Celá obec měla (v roce 2025) 1172 obyvatel.

## Historie
První písemná zmínka pochází z roku 1582. Do uzavření Trianonské smlouvy byla obec součástí Uherska, poté byla součástí Československa. Od roku 1945 byla součástí Ukrajinské sovětské socialistické republiky, která byla součástí Sovětského svazu; nakonec od roku 1991 je součástí samostatné Ukrajiny.